# Bill Hunt
William Frances Irwin „Bill” Hunt (ur. 28 września 1929 w Te Kūiti, zm. 29 listopada 2009 tamże) – nowozelandzki narciarz alpejski, dwukrotny olimpijczyk, sześciokrotny mistrz kraju.
Urodził się na rodzinnej farmie pięć kilometrów od Te Kūiti. W szkole uprawiał rugby, krykieta, tenis i pływanie, bowiem inne sporty, jak wioślarstwo czy żeglarstwo, były niedostępne z powodu II wojny światowej. Podczas studiów na Massey Agricultural College zainteresował się narciarstwem. Podjąwszy treningi w Ruapehu Ski Club zaczął startować w mistrzostwach kraju. Sześciokrotnie stawał na najwyższym stopniu podium mistrzostw Nowej Zelandii.
W 1952 roku był członkiem pierwszej nowozelandzkiej reprezentacji, która uczestniczyła w zimowych igrzyskach olimpijskich. W Oslo zajął 81. miejsce w slalomie gigancie, w slalomie natomiast został sklasyfikowany na 75. pozycji po pierwszym przejeździe nie kwalifikując się do finału. Osiem lat później był chorążym nowozelandzkiej reprezentacji. W zjeździe i slalomie gigancie uplasował się odpowiednio na pozycjach 54. i 51., slalomu natomiast nie ukończył.
Uczestniczył również w inauguracyjnych zimowych igrzyskach Wspólnoty Narodów w 1958 roku.
Po zakończeniu kariery sportowej był działaczem we krajowych i międzynarodowych władzach tego sportu, startował także w zawodach weteranów. Żonaty z Rosemary, dwójka dzieci – Roly i Jane.